# Alexander Frei
Alexander Frei (Basilea, 15 de juliol de 1979) és un exfutbolista professional suís que va jugar com a davanter en diversos clubs europeus, el seu darrer equip va ser el FC Basilea.
És el màxim golejador de la història de la selecció de futbol de Suïssa amb 42 gols en 86 partits.

## Trajectòria
Frei va jugar a la Super Lliga Suïssa des del seu debut com a professional el 1997 fins al 2003. Durant aquests anys va jugar al FC Basel, el FC Thun, el FC Lucern i, finalment, el Servette FC, on va jugar tres anys marcant 36 gols en 64 partits.
La temporada 2003-2004, però, va ser fitxat pel club francès Rennes, on va destacar durant la primera temporada col·locant-se en la segona posició del ràmking de màxims golejadors del campionat de lliga, només per darrere de Djibril Cissé, i, sobretot, durant la següent, la 2004-2005, quan va proclamar-se màxim golejador de la Ligue 1. El 2006, després del Mundial d'Alemanya, va ser transferit al Borussia Dortmund per 5.000.000 d'Euros, aprocimadament. El 19 de juliol de 2009 va ser presentat davant d'una gran multitud quan va tornar al FC Basel. Va debutar amb victòria per 2-1 davant del FC Sion el 26 de juliol del 2009, marcant un dels gols. En aquella temporada 2009-2010 va marcar 15 gols en 19 partits, aconseguint el Basel, a més a més, guanyar la Lliga i la Copa. La següent temporada va marcar 27 gols, convertint-se en el màxim golejador de la lliga.

## Internacional
Amb la selecció de futbol de Suïssa va jugar l'Eurocopa 2004, l'Eurocopa 2008, la Copa Mundial de Futbol de 2006 i la Copa Mundial de Futbol de 2010. Durant l'Eurocopa 2004, una càmera va captar com Frei escupia a Steven Gerrard en el partit que enfrontava a Suïssa amb Anglaterra.Encara que l'acció no es va veure al moment, Frei va rebre, posteriorment, una sanció de 15 dies per part de la UEFA. Va marcar dos gols en el Mundial del 2006, un davant de Togo, i l'altre davant de Corea del Sud.
En el transcurs del seu 59è partit amb la selecció, (el 30 de maig de 2008 contra Liechtenstein) Alexander Frei va aconseguir batre el rècord del fins llavors màxim golejador de la selecció suïssa Kubilay Türkyilmaz, que havia marcat 34 gols anteriorment.
Va ser convocat per participar en l'Eurocopa 2008 com a capità del combinat helvètic, però es va lesionar contra la República Txeca, perdent-se la resta del torneig al torçar-se els lligaments del genoll.
El 5 d'abril del 2011, va decidir retirar-se de la selecció nacional després de ser durament criticat en un empat contra Bulgària per a les eliminatòries a l'Eurocopa 2012.

## Referències

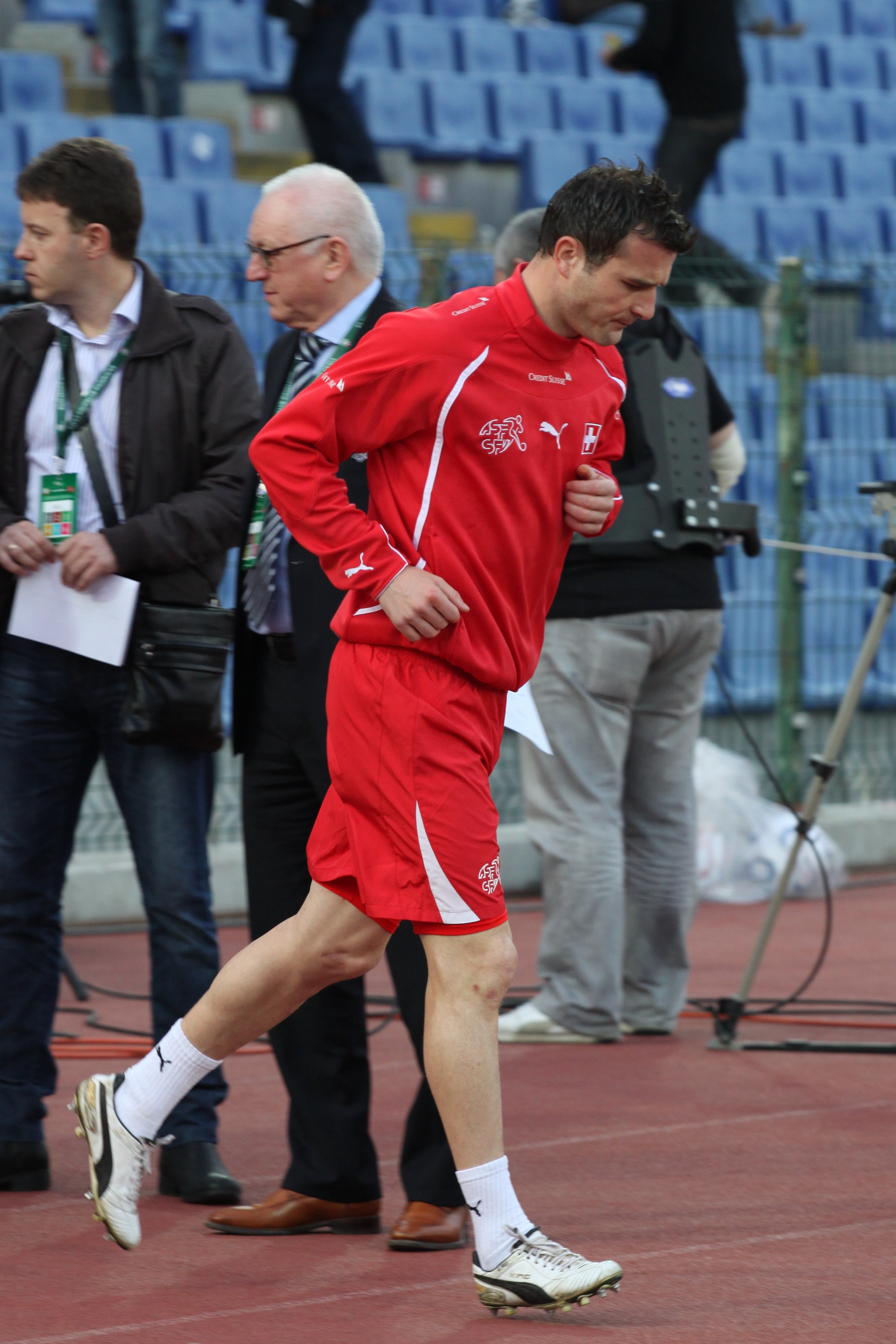
Alexander Frei el 2011.